# Diecéze Argyll and The Isles
Diecéze Argyll and The Isles je římskokatolická diecéze nacházející se ve Skotsku.

## Území
Zahrnuje území hrabství Argyll a Hebridy.
Biskupským sídlem je město Oban, kde se nachází hlavní chrám, katedrála svatého Kolumby.

## Historie
Diecéze vznikla spojením dvou starověkých diecézí.

### Diecéze Argyll
Diecéze vznikla roku 1183 nebo 1192/93 z části území diecéze Dunkeld. Zahrnovala historické hrabství Argyll a ostrov Lismore, proto se často nazývala diecézí Lismore. Spadala bezprostředně pod Svatý stolec. Roku 1472 se stala sufragánnou arcidiecéze Saint Andrews a roku 1492 arcidiecéze Glasgow. Dne 7. srpna 1560 byla z důvodu reformace zrušena.

### Diecéze The Isles
Diecéze The Isles či Sodor byla jednou ze třinácti diecézí středověkého Skotska. Původním sídlem diecéze byl Peel na ostrivě St. Patrick u pobřeží ostrova Man. Zanikla v 16. století.

### Diecéze Argyll and The Isles
Vznikla 4. března 1878 bulou Ex supremo Apostolatus papeže Lva XIII. z části území apoštolského vikariátu Severní oblasti Skotska.